# Phân tích hội thoại
Phân tích hội thoại (tiếng Anh là Conversation analysis, thường được viết tắt là CA) là một hướng tiếp cận nghiên cứu tương tác trong xã hội,  quan tâm đến các tình huống giao tiếp bằng lời và phi lời trong cuộc sống thường nhật. Như tên gọi của nó chỉ ra, phân tích hội thoại tập trung vào việc phân tích các cuộc nói chuyện ngẫu nhiên, tuy nhiên, cũng có rất nhiều nghiên cứu trong lĩnh vực này thu nhận tư liệu từ các bối cảnh mang tính quy phạm như các cuộc tương tác giữa bác sĩ và bệnh nhân, giữa giáo viên và học sinh, giữa thẩm phán, luật sư và bị cáo trong các phiên tòa hoặc các cuộc phỏng vấn trên báo đài. Do đó, thuật ngữ "phân tích hội thoại" có vẻ như không còn đúng nữa. Tuy nhiên, nó vẫn tiếp tục được sử dụng với tư cách là một thuật ngữ để chỉ một cách tiếp cận riêng và thành công khi phân tích tương tác xã hội.
Phân tích hội thoại được ra đời vào những năm 1960 và 1970, dựa trên nền tảng tư tưởng về bộ môn phương pháp dân dã (ethnomethodology) của Harold Garfinkel và quan điểm về trật tự tương tác của Erving Goffman. Người được xem là cha đẻ của CA là nhà xã hội học Harvey Sacks và hai cộng sự gần gũi của ông là Emanuel Schegloff and Gail Jefferson.
Ngày nay, CA là một phương pháp được sử dụng trong xã hội học, nhân học, ngôn ngữ học, tâm lý học. Nó đặc biệt ảnh hưởng đến ngôn ngữ học xã hội tương tác, phân tích diễn ngôn và tâm lý học diễn ngôn. Nó cũng khác biệt với phân tích diễn ngôn ở tiêu điểm và phương pháp. Tiêu điểm của CA là các tiến trình liên quan đến tương tác xã hội chứ không bao gốm các văn bản viết. Phương pháp của nó là hướng đến việc xác định các phương pháp và cách thức mà những người tham gia tương tác sử dụng và dựa vào đó để tạo ra phần đóng góp của mình trong cuộc thoại và nhận ra những đóng góp của người khác.  

## Phương pháp luận
Phân tích hội thoại là một phương pháp phân tích do tư liệu quy định. Nói cách khác, từ tư liệu, người nghiên cứu bắt đầu thẩm định, phân tích và tìm ra những mô hình phân tích. Tư liệu của CA là từ các cuộc hội thoại tự nhiên được ghi âm hay ghi hình lại. Tuyệt nhiên, CA không sử dụng các tư liệu mang tính chất nhân tạo như tác phẩm văn học hay các văn bản viết. Từ các đoạn ghi âm hay ghi hình, người nghiên cứu sẽ tiến hành việc phiên chuyển một cách chi tiết nhất thông qua một hệ thống ký hiệu quy ước. Kế đó, người nghiên cứu sẽ vận dụng phương pháp phân tích quy nạp từ tư liệu để tìm ra những mẫu lặp lại trong tương tác. Dựa trên phân tích đó, nhà nghiên cứu sẽ phát triển các quy tắc hoặc mô hình để giải thích về sự xuất hiện của các mẫu.

## Các vấn đề nghiên cứu cơ bản

### Tổ chức kiểm soát lượt lời
Đơn vị cơ bản trong CA là lượt lời (turn). Việc kiểm soát lượt lời (turn-taking) là một trong những tổ chức cơ bản của hội thoại. Theo các nhà phân tích hội thoại thì hệ thống nắm giữ lượt lời có hai thành tố cơ bản: thành tố cấu thành lượt lời (turn constructional component, viết tắt là TCC) và thành tố phân phối lượt lời (turn allocational component)
CA không cho rằng kiểm soát lượt lời là phổ quát. Tuy nhiên, nghiên cứu trong nhiều ngôn ngữ cho thấy rằng việc kiểm soát lượt lời đều hiện diện.

#### Thành tố cấu thành lượt lời
Thành tố cấu thành lượt lời miêu tả các đơn vị cơ bản từ đó, lượt lời được tạo ra. Những đơn vị cơ bản này được gọi là đơn vị cấu thành lượt lời (TCU). TCU gồm có các cấp độ: từ, cú, mệnh đề, câu.

#### Thành tố phân phối lượt lời
Thành tố phân phối lượt lời mô tả diễn tiến của việc kiểm soát lượt lời trong hội thoại. Quy tắc về phân phối lượt lời được áp dụng ở đây, gồm có 3 bước cơ bản: người đang nói sẽ lựa chọn người nói kế tiếp, người nói kế tiếp sẽ tự lựa chọn mình thành người nói kế tiếp, hoặc người đang nói sẽ tiếp tục.